# Hussain Al-Romaihi
Hussain Al-Romaihi (arabsky حسين الرميحي, narozen 12. září 1974) je bývalý katarský fotbalový brankář a reprezentant.

## Klubová kariéra
Celou fotbalovou kariéru strávil v katarském klubu Qatar SC z hlavního města Dauhá. Jeho talent objevil mládežnický trenér Qatar SC Ahmed Abdul-Azim.

## Reprezentační kariéra
Zúčastnil se Mistrovství světa hráčů do 17 let 1991 v Itálii, kde mladí Katařané obsadili konečné čtvrté místo.
V letech 2000–2007 nastupoval na seniorské úrovni za katarský národní tým.